# Горкин, Александр Павлович
Алекса́ндр Па́влович Го́ркин (1 мая 1936, Москва — 24 января 2022, там же) — советский и российский экономико-географ, американист, доктор географических наук (1988), профессор географического факультета МГУ (2001), директор (1994—2001), главный редактор (1992—2001) издательства «Большая российская энциклопедия». Заслуженный работник культуры РФ.

## Биография
Родился 1 мая 1936 года в Москве. Отец — главный конструктор завода «Динамо» им. Кирова, погиб на фронте в октябре 1941 года, мать — учительница начальных классов, после гибели отца пошла работать бухгалтером на завод «Динамо». Отец — один из создателей первого советского электровоза и вагонов метрополитена.
Школу окончил с медалью. В 1954 году стал победителем на географической олимпиаде школьников Москвы.
Окончил географический факультет МГУ. После университета три года работал в НИИТЭХИМе, где занимался химической промышленностью зарубежных стран, в частности — США. В 1963 году перешёл на работу в Институт географии Академии наук, где защитил кандидатскую диссертацию.
В 1979 году стал заведующим редакцией географии издательства «Советская энциклопедия», которое с 1991 года стало называться «Большая Российская энциклопедия». Первые десять лет был заведующим редакции географии, далее — заместителем, с 1994 года главным редактором и с 1994 года — директором и главным редактором издательства. В 2000 г. «за большой вклад в развитие научного книгоиздания» Горкин награждён орденом Почёта.
После ухода Горкина из издательства, который был инициирован сотрудниками, обвинившими директора — главного редактора в попытках «приватизировать и дискредитировать издательство», директором «Большой Российской энциклопедии» стал Дмитрий Прокопчук, а главным редактором Сергей Кравец.
В 1988 году защитил докторскую диссертацию по географическим наукам на тему «Экономико-географические процессы, структуры, закономерности развития промышленности капиталистических стран в эпоху НТР: (На примере обрабатывающей промышленности США)».
С 2001 по 2019 год А. П. Горкин был профессором кафедры социально-экономической географии зарубежных стран географического факультета МГУ, читал курсы по территориальной организации промышленности зарубежных стран в постиндустриальную эпоху, географии промышленности США и географии населения. Под его руководством в МГУ и ИГ РАН было защищено 16 кандидатских диссертаций.
Скончался 24 января 2022 года. Урна с прахом захоронена в колумбарии Бусиновского кладбища 
(колумб. 2, секц. 1.

## Вклад в науку
В 1978 году установил взаимосвязь роста промышленного производства и выравниванием размещения промышленности по регионам развитых стран. Показал связь экономических кризисов и ускорения трансформаций территориальной структуры.
В 1989 году А. П. Горкин выдвинул концепцию пространственной составляющей «длинных волн» Кондратьева.

## Книгоиздательская и редакторская деятельность
Редактор и составитель большого количества энциклопедических изданий, среди которых:
- энциклопедия «География России» (1998),
- «Большой энциклопедический словарь школьника» (1999),
- энциклопедический словарь «Отечество. История, люди, регионы России» (1999),
- «Краткий энциклопедический словарь» (в 2 тт.) (2000),
- «Иллюстрированный энциклопедический словарь» (2000),
- «Энциклопедический словарь необходимых знаний» (2001),
- «Новый энциклопедический словарь школьника» (в 2 тт.) (2001),
- «Школьный биографический словарь» (2002),
- «Универсальная энциклопедия школьника» (в 2 тт.) (2005).

## Награды
- Орден Почёта (2 марта 2000) — за большой вклад в развитие научного книгоиздания[8]
- Заслуженный работник культуры Российской Федерации (7 июня 1996) — за заслуги в области культуры и многолетнюю плодотворную работу[9]